# داود بن عيسى
داود بن عيسى بن فليتة الحسني العلوي . د. يوليو / أغسطس 1193) كان أمير مكة ثلاث مرات على الأقل بين 1175 و 1192، في مقابل شقيقه مكثر. كان ينتمي إلى الأسرة الشريفة المعروفة باسم الهواشم .

## سيرة
هو داود بن عيسى بن فليتة بن قاسم بن أبي هاشم محمد، والذي يتصل نسبه إلى الحسن بن علي، حفيد النبي محمد. توفي والده عيسى في 2 شعبان 570 هـ (حوالي 5 مارس 1175)، وأصبح أميرًا لمكة. بعد أقل من عام، في ليلة 15 رجب 571 هـ (حوالي 5 فبراير 1176)، خلع مكثر شقيقه وتولى الإمارة، وذلك في 15 شعبان 571 هـ (حوالي 6 مارس 1175)، وصل تورانشاه، شقيق صلاح الدين الأيوبي، إلى مكة في طريقه إلى ٱلـشَّـام. حيث قام باستدعاء مكثر وداود وأصلح بينهما. في ذي الحجة في ذلك العام (يونيو 1176)، وصل أمير الحج طاشتكين العراقي بأوامر من الخليفة لإسقاط مكثر. بدأ القتال يوم يوم النهر - 13 ذي الحجة (حوالي 30 يونيو 1176) - واستمر حتى 16 ذي الحجة (حوالي 3 يوليو 1176)، عندما استسلم مكثر أخيرًا من قلعته على جبل أبي قبيس وغادر مكة. أعطى طاشتكين وصاية الإمارة إلى قاسم بن مهنا، أمير المدينة المنورة، لكنه استسلم لداود بعد ثلاثة أيام فقط، بعد أن وافق الأخير على شروط طاشتكين، ومنها إلغاء المكوس (الضرائب غير الإسلامية) أو خوفًا من الانتقام من مكثر. تشير التقارير إلى أنه بحلول العام التالي، 572 هـ (1176/1177)، حل مكثر مرة أخرى كأمير محل داود.
في مرحلة ما عادت الإمارة إلى داود، كما ذكر الذهبي أنه أمير في عام 587 هـ (1191/1192). وكتب أنه في تلك السنة نهب داود الكعبة من ثروتها وجرد الحجر الأسود من طوقه الفضي. عندما وصل أمير الحاج، قام بإزاحة داود وتثبيت مكثر مرة أخرى كأمير.وفقًا للذهبي، قضى داود بقية أيامه في نخلة، حيث توفي في رجب 589 هـ (يوليو / أغسطس 1193). كتب نجم بن فهد أنه توفي يوم الإثنين 14 شعبان 589 هـ (23 أغسطس 1193). كان لديه ولد اسمه أحمد، كما يتضح من شاهد قبر الفاسي. وحكم مكثر دون انقطاع حتى استحوذ قتادة بن إدريس على مكة وانتهى عهد الهواشم.